# Orane Simpson
Orane Simpson (Kingston, 4 de setembro de 1983 – Kingston, 13 de outubro de 2009) foi um futebolista jamaicano.